# Greg Brown (Eishockeyspieler)
Gregory Curtis „Greg“ Brown (* 7. März 1968 in Southborough, Massachusetts) ist ein ehemaliger US-amerikanischer Eishockeyspieler und jetziger -trainer, der in seiner aktiven Zeit von 1986 bis 2003 unter anderem für die Buffalo Sabres, Pittsburgh Penguins und Winnipeg Jets in der National Hockey League, sowie den EV Landshut und die Kölner Haie in der Deutschen Eishockey Liga gespielt hat. Sein Bruder Doug war ebenfalls ein professioneller Eishockeyspieler. Zuletzt fungierte er von 2018 bis 2021 als Assistenztrainer der New York Rangers.

## Karriere
Greg Brown begann seine Karriere als Eishockeyspieler in der Mannschaft des Boston College, für die er von 1986 bis 1990 in der National Collegiate Athletic Association aktiv war, wobei er während der Saison 1987/88 mit seinem Studium und dem Spielbetrieb der NCAA pausierte, da er sich mit der Nationalmannschaft auf die Olympischen Winterspiele 1988 in Calgary in Calgary vorbereitete. In seiner Zeit auf dem Boston College gehörte er zu den besten Spielern der gesamten Universitätsliga Hockey East, in deren erstes All-Star Team er 1989 und 1990 gewählt wurde. In beiden Jahren wurde er zusätzlich zum Spieler des Jahres der Hockey East ernannt. Seine Mannschaft führte er 1987 und 1990 zur Meisterschaft der Hockey East.
Greg Brown, der bereits als High-School-Spieler im NHL Entry Draft 1986 in der zweiten Runde als insgesamt 26. Spieler von den Buffalo Sabres ausgewählt worden war, stand von 1990 bis 1993 bei diesen in der National Hockey League unter Vertrag, konnte sich jedoch nicht endgültig durchsetzen, sodass er überwiegend für deren Farmteam, die Rochester Americans, in der American Hockey League auf dem Eis stand. Am 29. September 1993 unterschrieb der Verteidiger schließlich als Free Agent bei Buffalos Ligarivalen Pittsburgh Penguins, bei denen er jedoch ebenso nur eine Spielzeit lang spielte wie anschließend bei den Winnipeg Jets. In beiden Jahren kam er hauptsächlich in der International Hockey League für deren Farmteams San Diego Gulls und Cleveland Lumberjacks zum Einsatz.
Da er in der NHL kein neues Team fand, entschloss sich der Nationalspieler zu einem Wechsel nach Europa, wo er zunächst ein Jahr lang für den Rögle BK in der schwedischen Elitserien auflief. Die Saison 1996/97 begann er beim EHC Kloten in der Schweizer Nationalliga A und beendete sie bei der VEU Feldkirch in der Österreichischen Bundesliga. Mit Feldkirchen gewann er auf Anhieb den nationalen Meistertitel. Im Anschluss an diesen Erfolg erhielt der US-Amerikaner einen Vertrag beim EV Landshut in der Deutschen Eishockey Liga. Dort erzielte er in der Saison 1997/98 in 54 Spielen 28 Scorerpunkte, davon fünf Tore, womit er sich für ein Engagement bei den Kölner Haien empfehlen konnte. Bei den Rheinländern verbrachte er die folgenden drei Spielzeiten, ehe er von 2000 bis 2002 erneut in Schweden die Schlittschuh schnürte. Mit dem Leksands IF stieg er in diesem Zeitraum aus der zweitklassigen HockeyAllsvenskan in die Elitserien auf, wo er 2002 seine Karriere im Alter von 34 Jahren beendete.
Von 2004 bis 2012 war Brown Assistenztrainer der NCAA-Mannschaft der Herren des Boston College, ehe er das Team von 2012 bis 2018 als Cheftrainer betreute. Anschließend kehrte er als Trainer in die NHL zurück, indem er als neuer Assistent von David Quinn bei den New York Rangers angestellt wurde. Mit eben diesem wurde er im Mai 2021 entlassen.

### International
Für die USA nahm Brown an den Weltmeisterschaften 1989, 1990 und 1998, sowie an den Olympischen Winterspielen 1988 in Calgary und 1992 in Albertville teil.

## Erfolge und Auszeichnungen
| - 1987 Lamoriello-Trophy-Gewinn mit dem Boston College - 1987 Hockey East All-Rookie Team - 1989 Hockey East First All-Star Team - 1989 Hockey East Spieler des Jahres - 1990 Lamoriello-Trophy-Gewinn mit dem Boston College | - 1990 Hockey East First All-Star Team - 1990 Hockey East Player of the Year - 1990 NCAA New England Most Valuable Player - 1997 Österreichischer Meister mit der VEU Feldkirch - 2002 Aufstieg in die Elitserien mit dem Leksands IF |

### International
- 1986 Bronzemedaille bei der Junioren-Weltmeisterschaft